# Mikie
Mikie, ook gekend als High School Graffiti of in Japan als Shinnyuushain Tooru-kun (新入社員とおるくん), is een arcadespel uit 1984 van Konami. Doel van het spel is om schooljongen Mikie in en rond een schoolgebouw te leiden om op diverse plaatsen (leslokaal, turnzaal, cafetaria, speelplaats, ...) op zoek te gaan naar hartjes. Deze hartjes bevatten een letter uit de naam van zijn vriendin: Mandy. Tijdens zijn zoektocht wordt Mikie achtervolgd door boze leraars, coaches en ander personeel.

## Gameplay
Het spel start in het klaslokaal van Mikie. Mikie probeert zijn medestudenten van hun stoel te duwen om in hun bureau op zoek te gaan naar hartjes. Zodra Mikie zijn stoel verlaat, zal de leraar hem achtervolgen.
In de schoolgangen wordt Mikie achtervolgd door de conciërge en zijn leraar. Via deze gang kan hij naar andere locaties. Elk lokaal heeft een ander spel en moeilijkheidsgraad. Mikie kan enkel die deuren betreden waar IN op staat. Opent hij een andere deur, zal hij worden geslagen door ofwel een bokshandschoen of een voet waardoor de speler een leven verliest.
5000 extra bonuspunten worden verdiend wanneer Mikie het schaars geklede meisje vindt. Ook zijn er extra punten te verdienen door het verzamelen van brooddozen, hamburgerdoosjes en frisdrankblikjes. 
Mikie kan zijn vijanden tijdelijk uitschakelen door hen een kopstoot te geven, hen raken met een basketbal of vleeswaren, of een deur in hun gezicht toe te slaan.

## High School Graffiti
Omdat het spel als redelijk gewelddadig werd beschouwd, werd het later opnieuw uitgebracht onder de titel "High School Graffiti". In dit spel geeft Mikie geen kopstoten meer, maar geeft hij een gil. Ook valt Mikie niet meer dood op de grond, maar begint hij te wenen wanneer hij wordt gesnapt. Het level waarin Mikie kopstoten moet geven om glazen bokalen te openen, werd aangepast zodat de harten nu in een opbergmap zitten. In het eerste level staat op het bord niet meer "E=MC2", wel "Failure Teaches Success".

## Platforms
| Jaar | Platform                                                    |
| ---- | ----------------------------------------------------------- |
| 1984 | Arcade                                                      |
| 1985 | SG-1000 (alleen in Japan)                                   |
| 1986 | Amstrad CPC, BBC Micro, Commodore 64, Electron, ZX Spectrum |

## Ontvangst
| Beoordeeld door                | Platform     | Datum      | Score |
| ------------------------------ | ------------ | ---------- | ----- |
| ASM (Aktueller Software Markt) | Commodore 64 | april 1986 | 90%   |
| Your Sinclair                  | ZX Spectrum  | maart 1986 | 90%   |